# Cassia queenslandica
Cassia queenslandica är en ärtväxtart som beskrevs av Cyril Tenison White. Cassia queenslandica ingår i släktet Cassia och familjen ärtväxter. Inga underarter finns listade i Catalogue of Life.